# Tubazioni plastiche
Le tubazioni plastiche sono manufatti in materie plastiche utili alla costruzione di condotte sia per il trasporto di fluidi a pelo libero o per gravità, sia per il trasporto di fluidi in pressione.

## Tubazioni plastiche per trasporto di fluidi a pelo libero
Le più comuni reti di trasporto di fluidi a pelo libero sono le fognature.
Le tubazioni plastiche usate in fognatura sono progettate tradizionalmente per la conduzione a gravità (senza pressione) di fluidi. 
Generalmente questa tipologia di tubazione viene prodotta in barre da 6 o 12 m con un sistema di unione che può prevedere la saldatura, il bicchiere o il manicotto. Il diametro (DN) può essere espresso sia come DN Interno che come DN Esterno a partire da 160 mm sino a 4000 mm.
Le tubazioni plastiche presentano un basso coefficiente di scabrezza (e mm = 0-0,02) e, di conseguenza, una buona capacità idraulica con velocità del fluido mediamente più elevate rispetto a tubazioni in altri materiali, nei materiali plastici inoltre, tale valore si mantiene mediamente costante e non si verificano apprezzabili fenomeni di invecchiamento o di aumento della rugosità. 
La resistenza meccanica o rigidità anulare del tubo pieno viene espressa in SDR se il tubo è pieno e in SN se il tubo è strutturato (corrugato), dove SN = kN/m2.
Tutte le tubazioni plastiche presentano una buona resistenza agli agenti chimici, con prestazioni massime per il Polietilene, che risulta poco reattivo con quasi tutti i grandi gruppi chimici esclusi gli idrocarburi alogenati.
Per contro i raggi solari deteriorano facilmente le materie plastiche, e quindi anche le tubazioni, le quali, con l'esposizione al sole possono deteriorarsi in tempi relativamente brevi (1 anno).

### Tubazioni Piene vs Tubazioni Strutturate
Per tubazioni piene si intendono i tubi costruiti con una sezione circolare senza spazi vuoti all'interno del profilo. Ciò significa che la resistenza meccanica del tubo è data unicamente dalle caratteristiche del materiale e dallo spessore del tubo stesso. Intuitivamente, a parità di diametro, più spesso è il tubo, maggiore sarà la resistenza alla forza esercitata dal terreno sovrastante e viceversa.
La tubazione strutturata invece presenta un profilo caratteristico, tipicamente a forma di Ω (omega), che serve ad aumentare la rigidità anulare del prodotto. Ciò comporta anche la possibilità di diminuire la quantità di materiale utilizzato per ottenere la stessa prestazione con evidenti ricadute dal lato economico.

### Tubazioni Flessibili
Pur nella loro diversità tutte le tubazioni plastiche possono essere definite tubazioni flessibili, in quanto, per sopportare il carico del terreno sovrastante uniscono alla resistenza del tubo la capacità di scaricare parte della forza a cui sono sottoposte sul terreno circostante. Ciò comporta che anche in presenza di una forza superiore e/o imprevista, difficilmente si verificherà una rottura del manufatto. Al tempo stesso tale flessibilità fa sì che già in fase progettuale si debba tener conto di un leggero schiacciamento del tubo, che non deve in nessun caso superare il 3% del diametro del tubo stesso.
La flessibilità del tubo in materie plastiche permette un certo grado di curvatura della condotta così che, in fase di esecuzione, è possibile ovviare ad eventuali imprecisioni progettuali/esecutive, senza la necessità di ulteriori accessori per la correzione della condotta. La flessibilità della tubazione permette una migliore resistenza alle onde sismiche che si propagano sul terreno a causa di un terremoto.
La tubazione flessibile deve essere posata con una particolare attenzione alla compattazione del materiale di rinfianco e del terreno sovrastante con un indice Proctor vicino al 90%. La tubazione rigida invece non necessita di un'attenta compattazione e può essere posata a profondità minori dal momento che la forza meccanica esercitata viene sopportata essenzialmente dalla tubatura stessa.

### Materiali
Le tubazioni plastiche per il trasporto di fluidi non in pressione sono costruite con diversi materiali:
1. PVC;
2. PE;
3. PP;

#### PVC
Il tubo in PVC (cloruro di polivinile) o (polivinilcloruro) viene prodotto sia nella versione liscia (piena) che in quella corrugata. Tipicamente presenta valori elevati di resistenza allo schiacciamento ma, al tempo stesso, è il materiale che più risente dell'azione solare. Inoltre la sua relativa rigidità lo rende meno affidabile perché più soggetto all'azione di carichi puntuali e/o impatti. Storicamente è comunque uno dei materiali più utilizzati.
In Italia il PVC venne introdotto dalla Montecatini negli anni intorno al 1950, con il nome Vipra.
Si presenta di colore arancione o grigio e si utilizza come tubo di scarico.

#### PE
Il tubo in Polietilene, prodotto unicamente in versione strutturata, è invece il materiale plastico più flessibile tra quelli presi in esame, spesso si presenta nero esternamente in ragione dell'additivo che viene utilizzato a protezione dei raggi solari.
Si utilizza come tubo di carico.

#### PP
Il tubo in Polipropilene, prodotto unicamente in versione strutturata, presenta valori di rigidità intermedi tra PVC e PE, viene utilizzato anche per raggiungere resistenze allo schiacciamento elevate (SN16).
Si utilizza come tubo di carico.